# Шойбулацьке сільське поселення
Шойбула́цьке сільське поселення (рос. Шойбулакское сельское поселение) — муніципальне утворення у складі Медведевського району Марій Ел, Росія. Адміністративний центр — село Шойбулак.

## Населення
Населення — 3580 осіб (2019, 3627 у 2010, 3396 у 2002).

## Склад
До складу поселення входять такі населені пункти:
| Населений пункт          | Населення, осіб (2002) | Населення, осіб (2010) |
| ------------------------ | ---------------------- | ---------------------- |
| Акіндулкіно, присілок    | 80                     | 90                     |
| Аксаркіно, присілок      | 156                    | 180                    |
| Великий Шаплак, присілок | 77                     | 100                    |
| Голубе Озеро, селище     | 2                      | 0                      |
| Кугуван, присілок        | 18                     | 21                     |
| Купсола, присілок        | 155                    | 254                    |
| Купсолінський, селище    | 16                     | 26                     |
| Куптур, присілок         | 43                     | 42                     |
| Курукнур, присілок       | 82                     | 84                     |
| Кюшнур, присілок         | 48                     | 86                     |
| Лебідевський, селище     | 10                     | 5                      |
| Лісний, селище           | 108                    | 96                     |
| Малий Шаплак, присілок   | 90                     | 87                     |
| Марі-Ушем, присілок      | 38                     | 35                     |
| Нова Кушма, присілок     | 6                      | 10                     |
| Нюхта, присілок          | 124                    | 111                    |
| Орішкино, присілок       | 141                    | 161                    |
| Ошламучаш, присілок      | 23                     | 22                     |
| Пеленгер, присілок       | 20                     | 13                     |
| Поланур, присілок        | 33                     | 65                     |
| Савкино Поле, присілок   | 9                      | 4                      |
| Тумер, присілок          | 12                     | 12                     |
| Цибікнур, село           | 614                    | 624                    |
| Шихмамат, присілок       | 76                     | 64                     |
| Шойбулак, село           | 1254                   | 1283                   |
| Юркино, присілок         | 108                    | 98                     |
| Яшково, присілок         | 53                     | 54                     |